# Suske Henderickx
Suske Henderickx (Hallaar, 24 januari 1907 - Duffel, 19 maart 1971) was een Belgisch zanger en humorist.

## Biografie
Suske Henderickx werd geboren te Hallaar, maar verhuisde al snel met zijn familie naar Rumst. Zijn vader was in de buurgemeente Waarloos chef-muziek van de Sint-Ceciliafanfare. In deze fanfare zou Suske zijn eerste stappen in de muziek zetten als trommelaar.
In de jaren 30 trad hij in het huwelijk Felicia Van Der Auwere, die verschillende missverkiezingen had gewonnen. In het begin van de jaren 40 verhuisde het koppel naar het gehucht Elzestraat in Sint-Katelijne-Waver na eerst een tijdlang in Rumst te hebben gewoond.
Tijdens en na de Tweede Wereldoorlog brak Henderickx door als zanger en humorist en mocht hij regelmatig optreden op de allereerste Vlaamse radiozender "'t Kerkske". Daarnaast was hij actief in de cabaretgroep De Lustige Krekels samen met onder andere Abel Frans, Willy Vervoort, Piet Bergers, Yvonne Verbeeck en Dolf Peeters. Voor deze groep zong hij enkele van zijn bekendste liedjes in zoals De verkeersagent, De lafaard en Naar de maan. Ook op het Nationaal Instituut voor de Radio-omroep (NIR) zou hij vaak optreden. Vooral zijn optreden aan de zijde van Maurice Chevalier wordt beschouwd als een van zijn hoogtepunten in zijn carrière.
Omstreeks 1954 verhuisde de familie Henderickx terug naar Rumst om te Waarloos café "Het Brouwershuis" te gaan uitbaten tot het begin van de jaren 60. Vervolgens verhuisde hij met zijn vrouw naar Lint, alwaar ze tot aan zijn dood bleven wonen.
Henderickx overleed op 19 maart 1971 in het ziekenhuis van Duffel.